# Rusutsu
Rusutsu (留寿都村, Rusutsu-mura) est un village du district d'Abuta, situé dans la sous-préfecture de Shiribeshi, sur l'île de Hokkaidō, au Japon.

## Géographie

### Situation
Le village de Rusutsu est situé dans le sud-est de la sous-préfecture de Shiribeshi, sur l'île de Hokkaidō, au Japon.

### Démographie
Au 30 septembre 2015, la population de Rusutsu s'élevait à 1 897 habitants, répartis sur une superficie de 119,84 km2.

## Culture locale et patrimoine
À l'est de village de Rusutsu se trouve Rusutsu resort, un grand complexe de loisirs comprenant une station de sports d'hiver, un parc d'attraction et des parcours de golf.

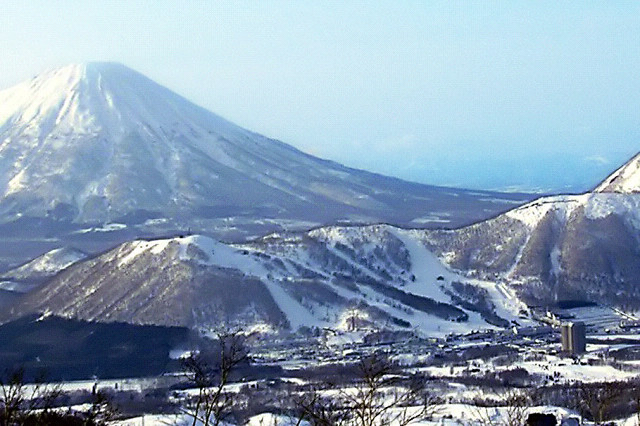
Rusutsu resort.